# 関西急行電鉄1型電車
関西急行電鉄1型電車（かんさいきゅうこうでんてつ1がたでんしゃ）は、近畿日本鉄道（近鉄）の前身の一つである関西急行電鉄が1937年（昭和12年）に10両を製造した中型電車である。モハ1形電車（もは1がたでんしゃ）とも呼ばれる。
関西急行電鉄は現在の近鉄名古屋線近鉄名古屋駅－桑名駅間に相当する区間を1938年（昭和13年）に開業した鉄道会社であるが、本形式はこれに備えて製作された。端整なスタイルを持つ平坦線向けの高速中型電車で、当初から特急など優等列車に使われた。その駿足と、デビュー当時の深緑色の塗装にちなんで「緑の弾丸」と通称された。
のちの会社再編で近鉄のモ6301形（6301系）となり、長年にわたって近鉄名古屋線で運用された。以後昭和20年代中期までの近鉄名古屋線電車の基本デザインを確立した車両である。

## 製造経緯
現在の近鉄名古屋線のうち、桑名駅－江戸橋駅間は、三重県に拠点を置く私鉄伊勢電気鉄道によって建設された。同社は他に江戸橋駅－新松阪駅－大神宮前駅（伊勢神宮外宮前のターミナル駅）間の路線を1930年（昭和5年）までに完成させた。
同時期、大阪系資本による参宮急行電鉄本線が、奈良県の桜井駅から延伸された（現在の近鉄大阪線・山田線及び名古屋線の伊勢中川駅－津駅間。1930年から1932年に順次開業）。伊勢電気鉄道は、参宮急行電鉄および国鉄関西本線・参宮線（現在の紀勢本線も含む）と桑名－津－伊勢間で競合することになった。
参宮急行電鉄と国鉄への対抗意識もあり、伊勢電気鉄道は桑名駅－大神宮前駅間に直通特急「はつひ」・「かみち」を運行するなど積極策を採り、桑名以北では名古屋への延伸も画策していた。しかし、名古屋延長線建設に関して当時の社長であった熊沢一衛が五私鉄疑獄事件に連座・収監されると、熊沢が頭取を務め、実質的に彼の機関銀行と化していた四日市銀行に対する彼の個人債務が焦げ付き、さらに昭和の昭和金融恐慌・世界恐慌の余波を受けて伊勢電気鉄道そのものの業績が急激に悪化、同社による四日市銀行に対する債務の返済も滞るようになった。この結果、1932年には四日市銀行が破綻、同行が債務を持っていた伊勢電気鉄道も銀行管理会社となり、両社の再建は地元三重県にとって最重要課題のひとつとなった。
そのため、まず伊勢電気鉄道および四日市銀行の抱える債務の整理について、早川三郎三重県知事が1934年3月に調停案を債権者であった日本興業銀行、三井銀行、それに利害関係者である参宮急行電鉄と、参宮急行電鉄の親会社である大阪電気軌道の4社に提示、同年5月17日には4社全ての同意が得られ、整理案が一旦ほぼ確定した。
これを受け、1936年（昭和11年）1月に大阪電気軌道・参宮急行電鉄の出資と、伊勢電気鉄道による桑名 - 名古屋間の地方鉄道免許および建設中であった諸施設の現物出資によって関西急行電鉄が設立されることとなった。
さらに、これと前後して当時1千7百万円もの債務を抱えていた伊勢電気鉄道そのものの再建案も問題となった。そこで、現物出資対象とされた桑名 - 名古屋間地方鉄道免許の、そして伊勢電気鉄道の鉄道事業そのものの監督官庁である鉄道省は免許譲渡認可の是非についての判断材料を得るため1935年4月22日に参宮急行電鉄・日本興業銀行・三井銀行の関係者から事情聴取を行い、最終的に青木周三前鉄道次官（貴族院議員）に伊勢電気鉄道の再建について斡旋案を一任することとした。様々な折衝を経て青木は参宮急行電鉄が伊勢電気鉄道を吸収合併することを骨子とする斡旋案を同年8月3日に提示、この案に従う形で1936年9月に伊勢電気鉄道は参宮急行電鉄に合併されることとなった
以後、伊勢電気鉄道が計画していた名古屋への延伸は参宮急行電鉄と関西急行電鉄、それに参宮急行電鉄の親会社である大阪電気軌道によって行われることになり、1938年（昭和13年）6月26日に桑名 - 名古屋間が開業、伊勢電気鉄道にとって悲願であった名古屋 - 伊勢間を結ぶ高速電気鉄道が全通した。
本形式はこの新線開業に備えて以下の10両が製造された。
モハ1形モハ1 - モハ10
1937年12月、日本車輌製造本店製。両運転台付制御電動車(Mc)。
なお、1938年9月12日早朝にモハ4が諏訪駅構内で511形電気機関車と正面衝突し、車体妻部大破となった。このため、事故復旧後モハ4は忌み番として欠番することになり、同車は以下の通り改番された。
モハ1形モハ4 →モハ11
本形式のその大まかなサイズやスペックについては、直通を想定していた旧・伊勢電気鉄道由来の17m級電車群との共通点が多い。ただし、具体的な設計、特に電装品などの主要機器の仕様については親会社である参宮急行電鉄の影響が強い。
本形式は以上10両で製造が終了し、同系の制御車・付随車は製造されていない。

## 車体
車体長17,000mm、車体幅2,680mmと乗り入れ先となる伊勢電気鉄道の主力車であったデハニ231形・クハ471形とほぼ同サイズのリベット組み立てによる半鋼製車体を備える。
この車体寸法は参宮急行電鉄の主力車であった2200系電車に比べると約3m短い。これは旧伊勢電気鉄道本線に半径100mの善光寺カーブ（四日市駅付近）をはじめとして急曲線区間が点在し、20m級車の入線が物理的に不可能であったことに由来するものである。
もっとも寸法こそ近似していたものの、自転車積載サービスを実施していた関係で電動車の一端に手小荷物室を備えて独立した乗務員室扉がなく、妻面もフラットであるなど、良くも悪くも古風なスタイルだったモハニ231形などの伊勢電気鉄道の在来車と比較すると、同形式の設計から7年を経て完全な都市間高速電気鉄道用として設計された本形式では、格段に洗練されたデザイン・設計が採用されている。
窓配置はd1(1)D8D(1)1d（d：乗務員扉、D：客用扉、(1)：戸袋窓、数字：窓数）と2扉をバランス良く配置した両運転台式で側窓は高さがモハニ231形と同じ900mm、幅は同形式より80mm狭い780mmの2段上昇式、窓の上下にはそれぞれウィンドウヘッダー・ウィンドウシルと呼ばれる補強用の帯板が外板に露出して取り付けられている。
座席は扉間の側窓8枚分にモハニ231形などと同様、転換クロスシートを配し、両車端部に床面の主電動機点検用トラップドアを避けてロングシートを配したセミクロスシート配置となっている。転換クロスシートは当時の国鉄における二等車（現、グリーン車）に相当するほどのハイグレードな設備である。ただしシートピッチは900mmで、シートピッチ970mmを確保していたモハニ231形などと比較すると若干見劣りした。また、長距離運用に充当される前提で設計された車両であるにもかかわらず、トイレは設置されていない。
通風器は設計当時の国鉄などで一般に使用されていたガーランド式で、パンタグラフ周辺を除く屋根中央に等間隔に5カ所、そしてパンタグラフの両脇に通常のガーランド式通風器を半分に分割したものを左右2カ所ずつ設置する。また、室内灯は白熱電球で、灯具を通風器換気口と一体としてほぼ通風器直下に位置するように配置している。
正面貫通式の前面形状は、アンチクライマーの装備もあって親会社参急の2200系電車を連想させたが、全体にはむしろ南海鉄道（現・南海電気鉄道）が1933年（昭和8年）から製造した18m級電車の1201形などに類似している。前頭部は緩い曲面を描いており、天地方向の広い運転台窓と相まって安定感のある端整なスタイルに仕上がっている。屋上に付いた大型のヘッドライトがよいアクセントとなっていた。サイドビューも、窓の大きさと薄い屋根、やや広く取られた幕板の相乗効果で、腰が低く軽快な印象を与えている。
車体色は伊勢電の車両がイムペリアル・スカーレットとよばれる深紅色であったのに対し、参宮急行電鉄（およびその親会社である大阪電気軌道）の標準色であった深緑色を採用している。

## 主要機器

### 主電動機
伊勢電気鉄道でデハニ221形（モハニ221形へ改称後、関西急行鉄道成立でモニ6221形へ改称）以降標準的に採用されていた、東洋電機製造製の主電動機を採用する。
ただし、その機種はモハニ221形やモハニ231形で採用されていたTDK-528系ではなく、端子電圧750V時1時間定格出力93.25kW（125馬力）、定格回転数1,000rpmのTDK-550/2-Bを各台車に2基ずつ吊り掛け式で装架する。歯数比は2.81である。
全界磁時の定格速度は61.5km/hで、モハニ231形より1km/h速いが、全負荷時牽引力では約1割劣る。
しかし、本形式に搭載されたTDK-550系電動機は、本来低出力の小型車用として開発されたにもかかわらず、制御域が広く無理が利きやすいEE社系モーターとしての特性をフルに発揮し、絶縁強化と定格回転数向上による出力の引き上げによく耐えた。この特性故にTDK-550系の高出力モデルは高速回転時にその真価を発揮する傾向が強く、本形式も高速運転時の走行性能ではモハニ231形を凌駕していたという。もっとも、先述の通り、その高回転低トルクの出力特性故に低速域での牽引力ではモハニ231形に約1割劣ったため、制御車と組み合わせてMT比1:1で運用するのが基本であった伊勢電の車両と異なり、こちらは戦前には一般に単行、あるいは電動車同士の2両編成で運用された。また、戦後も後述する主電動機の改造=TDK-528/17-IM化による出力の112kWへの引き上げまで、TDK-528-Cなどの104kWから112kW級の主電動機を装着する車両よりMT比を高くした編成で運用する例が多く見られた。

### 主制御器
主制御器はアメリカ・ウエスティングハウス(WH)社のライセンス提携先である三菱電機が設計した、ALF自動加速式電空単位スイッチ式制御器を搭載する。従来、伊勢電気鉄道では17m級車についてWH社のライバルであるアメリカのゼネラル・エレクトリック(GE)社系のPCコントロールと呼ばれる電空カム軸式制御器やイギリスのイングリッシュ・エレクトリック社系のデッカーシステムと呼ばれる電動カム軸式制御器を採用していたが、本形式では親会社である参宮急行電鉄の影響が色濃く現れ、単位スイッチ式制御器が採用されている。
なお、型番末尾の「F」の文字が示すとおり、この制御器には界磁接触器と主電動機の界磁に立てられたタップの組み合わせによる弱め界磁(Field tapper)機能が搭載されており、高速運転に対応する。

### 台車
台車はモハニ231形と同じ日本車輌製造のD-16を装着する。当時日本車輌製造が各地の地方鉄道へ標準品として推奨していた、平鋼材組み立て式の釣り合い梁式台車である。ただし軸距2,250mm、車輪径915mm。で、軸距2,200mm、車輪径860mmであったモハニ231形と比較すると、同じ心皿荷重上限16tの仕様ながら、寸法は一回り大型となっている。
この台車は平坦で直線主体の区間と急曲線区間が混在する名古屋線の線形によく適合した。実際、ハ451形をはじめ、桑名延長線の開業前後から新造された伊勢電の車両を含む狭軌時代の名古屋線向け新造車の大半は、1950年頃までD-16かやや大型のD-18を装備して製造されており、車体と共に名古屋線車両の外観を特徴付ける一要素となった。

### ブレーキ
関西急行電鉄線および参宮急行電鉄伊勢線となった元の伊勢電気鉄道線は総じて海岸沿いの平坦線で輸送需要も小さく、参宮急行電鉄2200系のような長大編成や勾配対策は想定する必要がない。このため、この時代の電車・客車用として広く使用されていたA動作弁を用いたAMA自動空気ブレーキ（Aブレーキ）と手ブレーキのみを搭載し、発電ブレーキは搭載していない。
なお、台車の基礎ブレーキは両抱き式で、ブレーキシリンダーは車体に1基を装架する。

### 集電装置
集電装置として三菱電機S-514-C菱枠パンタグラフを1基搭載する。従来の伊勢電気鉄道車両では東洋電機製造やゼネラル・エレクトリック製のパンタグラフが搭載されており、これも親会社である参宮急行電鉄の影響が色濃く出た部分の1つである。

## 運用
当初、関西急行電鉄線と旧伊勢電気鉄道本線を直通し名古屋 - 大神宮前間を1時間50分で走破する特急電車に投入され、駿足を発揮した。
その後1940年に関西急行電鉄が参宮急行電鉄に合併されたが、この際には本形式は改番されず、そのまま使用が継続された。
1941年の大阪電気軌道と参宮急行電鉄の合併による関西急行鉄道の成立後、旧伊勢電気鉄道本線である伊勢線の新松阪－大神宮前間が旧参宮急行電鉄本線（現在の近鉄山田線）と重複・競合することから、戦時の不急不要路線として1942年（昭和17年）に廃止されると、本形式は名古屋 - 伊勢中川間を結ぶ大軌・参急との連絡列車に投入されるようになった。
また、この関西急行鉄道の成立時に、他線区の同一番号を使用する形式との車番の競合・重複を避け、本形式は以下の通り改番された。
参宮急行電鉄モハ1形モハ1 - モハ3・モハ5 - モハ11 → 関西急行鉄道モ6301形モ6301 - モ6310
戦時中や終戦直後は部品不足や整備不良のために車両故障や荒廃が進んだが、1947年（昭和22年）に現在の近鉄特急の起源となる伊勢中川乗り換えの名阪特急が運行を開始すると、比較的状態の良かったモ6301形は、元々ペアとなるべき制御車が製造されていなかったこともあり、モ6301 - モ6303の3両が伊勢電最後の新造制御車であるク6471形（1930年製造、旧伊勢電気鉄道クハ471形）ク6471・ク6472の2両と共に狭軌の名古屋線内における特急専用車両として抜擢された。
本形式の抜擢理由は扉間に転換クロスシートが設置されていて、かつモニ6231形（元伊勢電気鉄道デハニ231形→モハニ231形）のように一方の車端部に荷物室も設置されていなかったことなどによる。一方、ク6471形は名古屋線在籍の便所を設置する制御車中で最も新しい車両であり、かつ座席が転換クロスシート装備であったことから選出されている。なお、関西急行電鉄・参宮急行電鉄・関西急行鉄道・近畿日本鉄道の各社では、この特急運転が開始されるまで本形式と同系の制御車を一切新造しておらず、名古屋線で運用可能な制御車は、伊勢電気鉄道が製造したク6451形・ク6461形・ク6471形の3形式9両と、吉野線から転用されたク6501形10両およびク5511形4両しか存在しなかった。そのため、特急に在来車を起用するにあたっては、これらの中で唯一転換クロスシートを装備するク6471形以外の選択肢は事実上存在しない状況であった。
特急車に選出された各車は、大阪線特急用の2200系共々、特急運用に応じた車内整備が特別に実施された。この際に塗色も大阪線特急車に準じた黄色と青の特急色となったが、本形式を含め狭軌時代の名古屋線特急車は全形式とも、大阪線特急車に見られた側面腰板部への「Express」ロゴ記入は実施されなかった。
本形式は1953年に後継車である6421系の増備により余裕ができた特急運用から外され、ロングシート化改造などが実施されて一般車となった。
さらに1956年には片運転台化、座席のロングシート化、それに車内の更新工事が実施されたが、その後も名古屋線を中心に普通から急行まで幅広く運用された。
1959年（昭和34年）に名古屋線系統が標準軌に改軌されると、本形式も標準軌用に改造された。この際、本形式については、台車を全車とも近畿車輌KD-32Aへ新製交換を実施した。
本形式は改軌後も名古屋線で重用されたが、同級の他形式と比較して主電動機の定格出力が低いことがネックとなった。そこで、1964年に主電動機(TDK-550/2-B)を更新改造する際に出力増強が合わせて実施され、1ランク上のTDK-528系に編入されてメーカー形式がTDK-528/17-IMとなり、歯数比も減速比を大きくして18:62=3.44に変更された。この改造により全負荷牽引力は約28パーセント増となったが、その反面全界磁定格速度は51.5km/hに低下している。
その後、1800系などの新型車両の登場などに伴って本形式は次第に余剰を来すようになり、1970年から1971年にかけてモ6308 - モ6310の3両が養老線へ転出、さらに1972年に残る7両の内モ6301 - モ6306の6両が電装解除を実施し、制御車のク6301形に改造され同じく養老線へ転出した。
モ6301形モ6301 - モ6306 → ク6301形ク6301 - ク6306
養老線は名古屋線改軌時には国鉄関西線と東海道本線をバイパスする短絡線として桑名 - 大垣間の通過貨物需要が大きかったことから、国鉄線との直通のために狭軌のまま残されていた。このため、転属に際しては狭軌用台車への再交換が実施され、電動車は日本車輛製造D-16を装着、制御車となった6両は日本車輛製造D-16・D-16A・D-18、それに近畿車輛KD-32Nと4種の台車を混用した。
なお、名古屋線に残留したモ6307は転属せず1973年にそのまま廃車解体されている。
さらに翌1974年には南大阪線に6200系が登場したため、番号の重複を防ぐ目的で9両全車がモ5300形・ク5300形に形式番号を改めた。
ク6301形ク6301 - ク6306 → ク5301形ク5301 - ク5306
モ6301形モ6308 - モ6310 → モ5301形モ5308 - モ5310
以後10年に渡って養老線で主力車として運用されたが、同線の体質改善を目的として名古屋線から6441系が転入したため、1983年までに、全車が運用を離脱し廃車解体された。

## 同系車
伊勢電気鉄道の主力車であったモハニ231形のうち、参宮急行電鉄との合併前の時点で落雷により焼損、休車となっていたモハニ238の復旧に際し、1938年5月に本形式の図面に従って車体を日本車輌製造本店で新造、利用可能であった機器を再利用してモハ231形モハ238とし、同様に車体を損傷したモハニ231の復旧の際には、同車の台枠と機器を流用、台枠寸法と原設計の辻褄を合わせるために車体端部の寸法拡大を行った以外は本形式と同一の車体を1939年にやはり日本車輌製造で新造しモハ231形モハ231としている。
また、戦前の中型電車の中でも特に秀逸な例である本形式のデザインモチーフは、一部で車体長や客用扉数、それに座席仕様などの差異はあったもののその後の名古屋線系統の電車に長く踏襲され、一時代を築いた。関西急行鉄道時代に製造されたモ6311形（1942年）、戦後の近畿日本鉄道時代に製造されたモ6261形・ク6321形（1947年）、モ6331形（1948年）、6401系（1950年）がこれに該当する。